# ビジランテ (映画)
『ビジランテ』は、2017年制作の日本映画。タイトルの「ビジランテ」（Vigilante）とは、自警団の意味。
入江悠監督が地元埼玉県深谷市を舞台に地方都市特有の暗部を描いた作品。大森南朋、鈴木浩介、桐谷健太らが出演。

## あらすじ
大型商業施設の誘致計画が進む、埼玉県のとある閉鎖的な地方都市。地元の有力者の子供である神藤三兄弟の長男・神藤一郎は父の死をきっかけに30年もの間行方知れずのまま、次男・二郎は地元の市議会議員、三男・三郎は暴力団の下でデリヘルの雇われ店長というように、全く異なる道を歩んでいた。
そんなある日、一郎が突然2人の前に現われ、父の遺言書を盾に土地を相続すると主張し始める。これをきっかけに三兄弟の欲望や野心、プライドがぶつかり合い、やがて事態は凄惨な方向へと動いていく。

## キャスト
- 神藤一郎 - 大森南朋
- 神藤二郎 - 鈴木浩介
- 神藤三郎 - 桐谷健太
- 神藤美希 - 篠田麻里子[3]
- 岸公介 - 嶋田久作
- サオリ - 間宮夕貴[4]
- 石原陸人 - 吉村界人[4]
- 大迫護 - 般若[5]
- 亜矢 - 岡村いずみ[4]
- 神藤武雄 - 菅田俊
- 日野陽仁
- たかお鷹
- 坂田聡
- 浅田結梨
- 八神さおり
- 宇田あんり
- 市山京香
- 佐藤良洋
- 渡辺憲吉